# The Best of Mr. Mister
The Best of Mr. Mister é uma coletânea musical de Mr. Mister, lançada em 2001.

## Faixas
Lançamento da US Buddha 2001
Todas as canções escritas por Mr. Mister e John Lang.
1. "Broken Wings" – 4:44
2. "Is It Love" – 3:39
3. "Stand and Deliver" – 4:38
4. "Hunters of the Night" (George Ghiz) – 4:07
5. "Run to Her" – 3:35
6. "Something Real (Inside Me/Inside You)" – 4:20
7. "Kyrie" – 4:14
8. "Black to White" – 4:18
9. "The Border" – 5:22
10. "Talk the Talk" – 4:11
11. "Healing Waters" – 4:56
12. "Waiting in My Dreams" – 4:53

Lançamento da BMG Japan 2002
1. "Broken Wings"
2. "Don't Slow Down"
3. "Kyrie"
4. "Something Real (Inside Me/Inside You)"
5. "Waiting in My Dreams"
6. "Partners in Crime"
7. "Watching the World"
8. "Hunters of the Night"
9. "Black to White"
10. "Power Over Me"
11. "Is It Love"
12. "Talk the Talk"
13. "Run to Her"
14. "Healing Waters"
15. "Welcome to the Real World"
16. "Control"
17. "The Border"